# Giuseppe Felissano
Giuseppe Filippo Felissano (Fossano, 25 maggio 1697 – Asti, 1º aprile 1757) è stato un vescovo cattolico italiano.
È stato vescovo di Asti tra il 1741 ed il 1757.

## Biografia
Con l'elezione del cardinale Prospero Lambertini al soglio di Pietro con il nome di Benedetto XIV, nel 1740, i rapporti tra regno di Sardegna e Santa Sede venivano nuovamente appianati.
Non a caso era stato eletto il Lambertini che era stato uno dei protagonisti nel Concordato di Ormea del 1727. Solamente l'elezione del predecessore Clemente XII aveva rimesso in discussione gli accordi del papato con i Savoia ottenuti sotto Benedetto XIII.
Un nuovo concordato venne raggiunto il 5 gennaio 1741.
In questo periodo, la diocesi astigiana venne retta dall'abate Carlo Giuseppe Capra di Azzano futuro vescovo di Acqui, che amministrò l'episcopato fino al 22 febbraio 1741, data dell'elezione di Giuseppe Felissano.
Il vescovo Felissano, nacque a Fossano da una famiglia originaria del pavese della nobiltà non titolata e ricoprì gli incarichi di canonico penitenziere e lettore di teologia nella diocesi di Fossano.
Il Boatteri scrive che per la sua già avanzata età non poté terminare la propria visita pastorale e non indisse nessun Sinodo diocesano.
Morì il 1º aprile 1757, dopo una lunghissima malattia e venne tumulato nell'altare di San Filippo Neri in Cattedrale.

## Politica del suo episcopato
Il vescovo promosse gli esercizi spirituali per i laici, che si svolgevano in Seminario. Felissano aveva un orientamento benignistico, favorevole alla Compagnia di Gesù.
Nel 1746 il vescovo invitò il gesuita Carlo De Napoli a predicare in Cattedrale nel periodo quaresimale e due anni dopo incoraggiò una missione degli stessi gesuiti in città.

## Genealogia episcopale
La genealogia episcopale è:
- Cardinale Scipione Rebiba
- Cardinale Giulio Antonio Santori
- Cardinale Girolamo Bernerio, O.P.
- Arcivescovo Galeazzo Sanvitale
- Cardinale Ludovico Ludovisi
- Cardinale Luigi Caetani
- Cardinale Ulderico Carpegna
- Cardinale Paluzzo Paluzzi Altieri degli Albertoni
- Papa Benedetto XIII
- Papa Benedetto XIV
- Vescovo Giuseppe Felissano